# Jean-Pierre Wachsmuth
Pour les articles homonymes, voir Wachsmuth.
Jean-Pierre Wachsmuth né à Mulhouse (Haut-Rhin, France) le 7 novembre 1812 et mort à Terre Haute Township (Illinois, États-Unis) est un peintre et dessinateur français, actif aux États-Unis.

## Biographie
Jean-Pierre Wachsmuth est né à Mulhouse en 1812, de l'union de Marie Madeleine Thierry et de François-Joseph Wachsmuth, artiste peintre d'origine strasbourgeoise et établi à Mulhouse. Deux des frères de Jean-Pierre Wachsmuth sont également artistes : Ferdinand (1802-1869), peintre établi à Paris et Jean-Frédéric-Albert (1808-1853), dessinateur à Mulhouse.
Célibataire, Jean-Pierre Wachsmuth a l'esprit aventureux et quitte l'Alsace de bonne heure, pour se rendre aux États-Unis où il s'établit durablement à la Nouvelle-Orléans. Après 1830, il accompagne, en qualité de peintre dessinateur, l'une des premières expéditions d'exploration des rives du Missouri.
Il meurt dans l'Illinois, à Terre Haute Township, probablement après 1850.

## Œuvres picturales
Plusieurs de ses dessins sont conservés au musée des Beaux-Arts de Mulhouse.